# Ангелов, Стефан (борец)
Стефан Георгиев Ангелов (болг. Стефан Георгиев Ангелов, 7 января 1947 — 21 декабря 2019) — болгарский борец греко-римского стиля, призёр Олимпийских игр.

## Биография
Родился в 1947 году в селе Бяла-Вода общины Белене Плевенской области. В 1971 году завоевал бронзовую медаль чемпионата мира. В 1972 году стал обладателем серебряной медали чемпионата Европы и бронзовой медали Олимпийских игр в Мюнхене. В 1971 году вновь стал обладателем бронзовой медали чемпионата мира. В 1976 году завоевал бронзовую медаль Олимпийских игр в Монреале.